# Uroševac (gmina)
Uroševac (cyr. Урошевац, alb. Ferizajt) – gmina w Kosowie w regionie Uroševac. Ma około 345 km² powierzchni i jest zamieszkana przez 105 116 osób (szacunki na 2020 rok). Głównym miastem jest Uroševac.
Według spisu powszechnego z 1991 roku gmina zamieszkana była przez 100 104 Albańczyków, 8 314 Serbów oraz 3 Czarnogórców. Według spisu z 2011 roku było to 104 152 Albańczyków, 3 629 Aszkalów i 32 Serbów.
Gospodarkę gminy stanowią głównie rolnictwo oraz niewielkie firmy budowlane.